# Arthur Paget (diplomate)
Arthur Paget (15 janvier 1771 - 26 juillet 1840) est un diplomate et homme politique britannique.

## Famille
Arthur Paget était le troisième fils de Henry Paget (1er comte d'Uxbridge) et de son épouse Jane Champagné, fille d’Arthur Champagné, doyen de Clonmacnoise en Irlande. Il est un frère cadet de Henry Paget, 1er marquis d'Anglesey . Il fait ses études à la Westminster School et à la Christ Church d'Oxford, mais n'obtient pas de diplôme.

## Carrière diplomatique
En 1791, il entre dans le service diplomatique britannique. En 1794, il est élu député d'Anglesey mais n'a que peu siégé, car pendant 13 ans, il est généralement à l'étranger. En 1794, il est envoyé en tant qu'Envoyé extraordinaire à Berlin pour rappeler au roi Frédéric-Guillaume II ses obligations, service au cours duquel l'ambassadeur lord Malmesbury le félicite pour son tact.
Il est ensuite nommé envoyé extraordinaire auprès de l'électeur palatin et de la Diète perpétuelle d'Empire à Ratisbonne en 1798, puis envoyé extraordinaire et ministre plénipotentiaire, d'abord à Palerme en 1800 puis à Vienne l'année suivante. Il reste à Vienne jusqu'en 1806, surnommé "l'empereur" à cause de son extravagance.
Une dépêche de 1802, à la suite de la création de la confédération du Rhin par Napoléon, prédit l'hégémonie de la Prusse en Allemagne. Il est l'un des responsables de la création de la Troisième Coalition et annonce son effondrement à la suite de la bataille d'Austerlitz (2 décembre 1805), une dépêche qui aurait précipité la mort de William Pitt le Jeune (23 janvier 1806).
Après son rappel d'Autriche, il est envoyé à la Porte ottomane en 1807, où il informe le Sultan d'une clause secrète contraire aux traités de Tilsit. Cependant, il est incapable de détacher l'empire ottoman de son alliance française. Il est rappelé en 1809 et reçoit une pension de £ 2000.
Paget est nommé conseiller privé et chevalier de l'ordre du Bain, en 1804, et reçoit un GCB en 1815. En 1808, il entame une liaison avec lady Augusta Fane, alors épouse de lord Boringdon, et l'épouse l'année suivante, dès que son divorce a lieu. Ils ont plusieurs enfants, dont sir Augustus Paget, qui suit les pas son père en tant que diplomate. Il passe du temps dans sa retraite en tant qu’agriculteur et navigateur.